# Wachet auf, ruft uns die Stimme (inno)

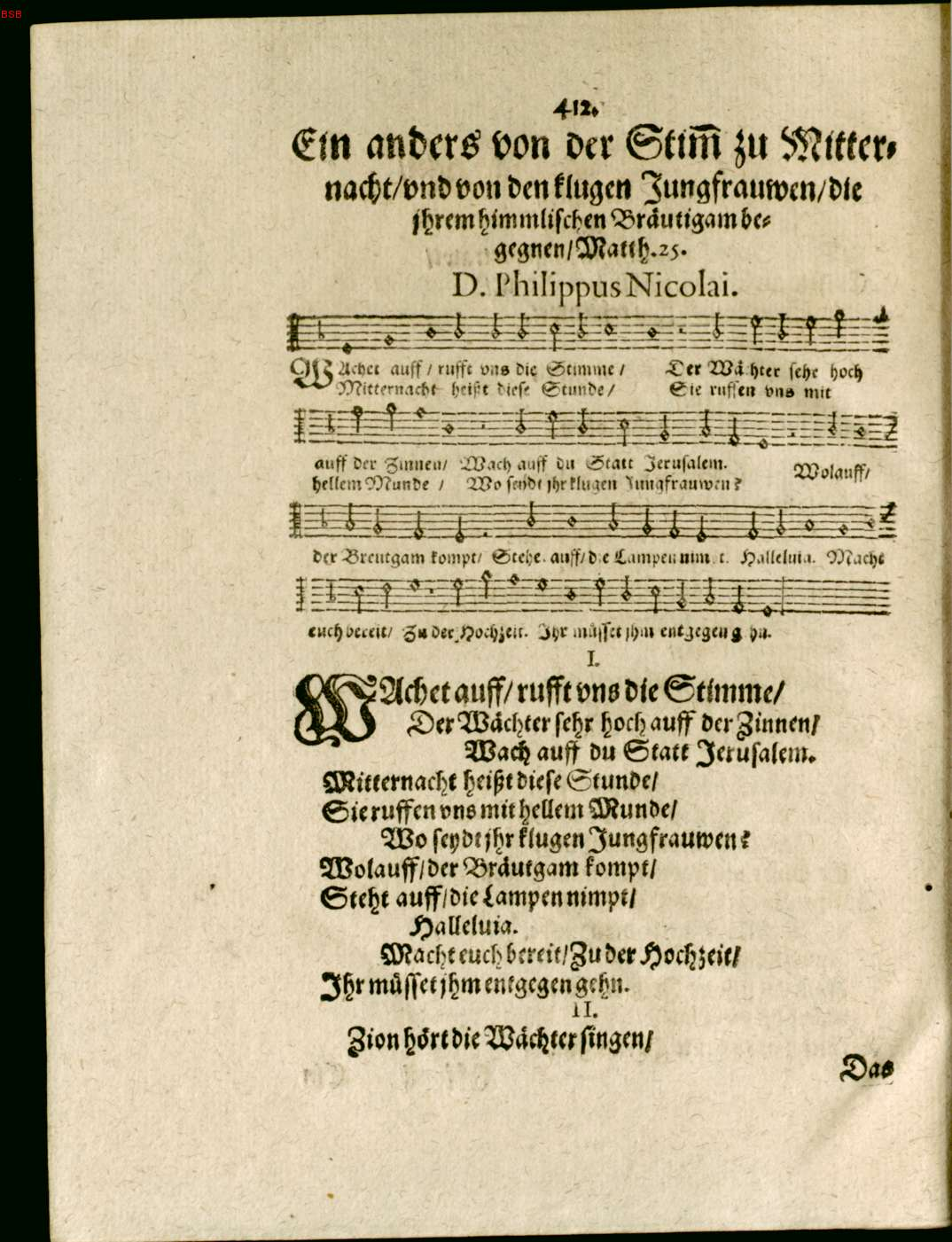
La prima pubblicazione dell'inno.

Con Wachet auf, ruft uns die Stimme (in tedesco, "Svegliatevi, la voce ci chiama") ci si riferisce a un inno corale luterano composto da Philipp Nicolai nel 1597 e pubblicato per la prima volta nel 1599 insieme a Wie schön leuchtet der Morgenstern.
Benché conosciuto nell'originale tedesco e nella traduzione inglese, la melodia dell'inno è particolarmente famosa per l'uso che ne fece Johann Sebastian Bach, impiegandola nella cantata BWV 140 e nel preludio corale BWV 645. Il testo dell'inno è basato sulla parabola delle dieci vergini del vangelo secondo Matteo.